# بحر سيبويان

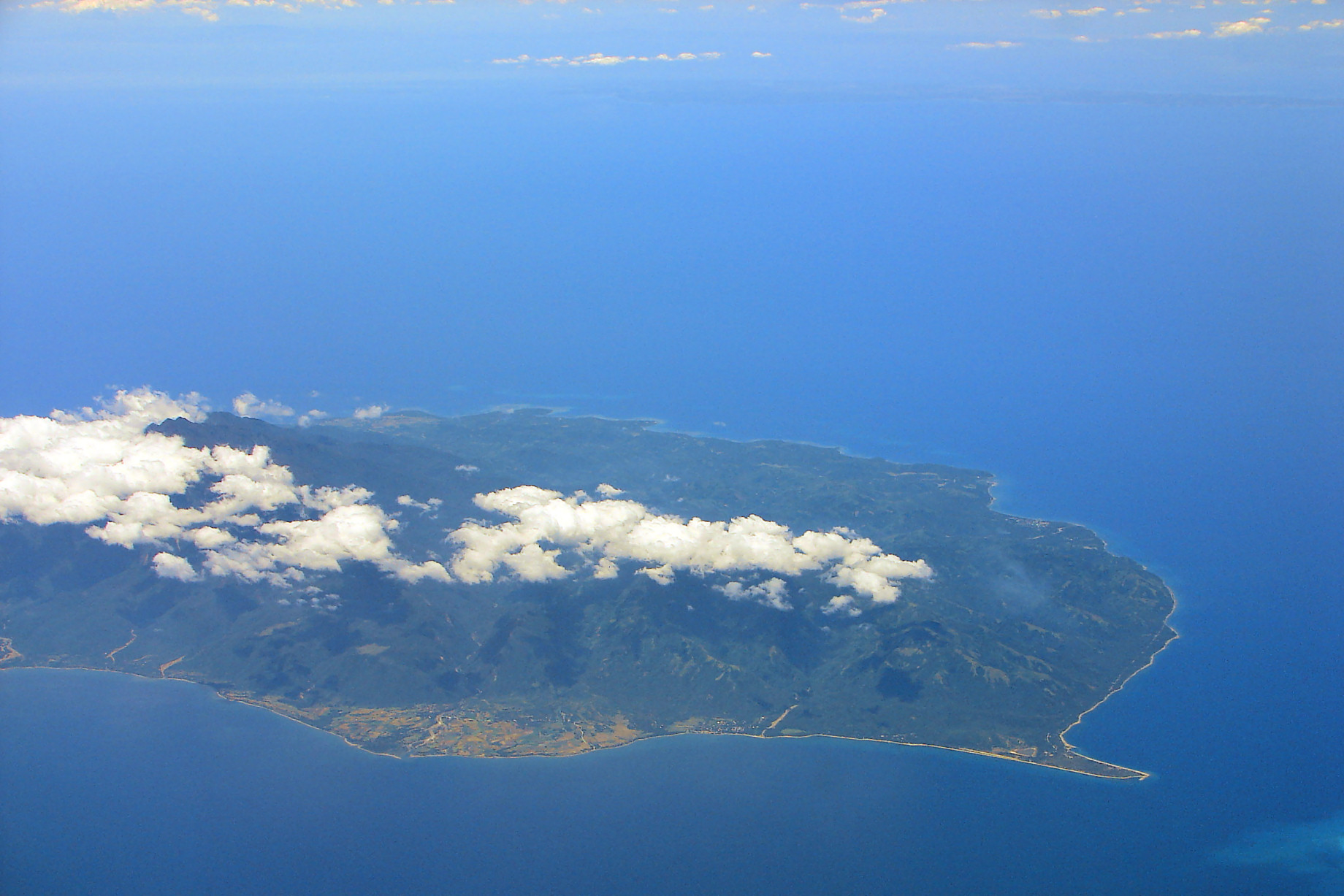
منظر علوي لجزيرة سيبويان في بحر سيبويان.

بحر سيبويان (أو بحر سيبيان) هو بحر صغير في الفلبين الذي يفصل بين بيسايا عن جزيرة لوزون شمال الفلبين.
يحد البحر جزيرة باناي إلى الجنوب، ميندورو إلى الغرب، ماسبات إلى الشرق، وإلى الشمال ماريندوك وشبه جزيرة بيكول في جزيرة لوزون.
يصل بحر سيبويان إلى بحر سولو عبر مضيق تابلاس إلى الغرب، و بحر الصين الجنوبي عبر ممر الجزيرة الخضراء في الشمال الغربي، و بحر بيسايا عبر قناة جينتولو في الجنوب الشرقي. جزر رومبلون تقع داخل بحر سيبويان.

## تاريخ
وقد جرت معركة بحر سيبويان (معركة خليج ليتي) هنا في 24 أكتوبر 1944 حيث غرقت السفينة الحربية اليابانية موساشي وتضررت السفن الأخرى.